# Kill You
Kill You (englisch für „(Ich) töte dich“) ist ein Lied des US-amerikanischen Rappers Eminem und der erste Song auf seinem dritten Studioalbum The Marshall Mathers LP, das am 23. Mai 2000 veröffentlicht wurde.
Aufgrund des – wie häufig bei Eminem – exzessiven Gebrauchs von Schimpfwörtern und detaillierten Beschreibungen gewalttätiger Handlungen löste das Lied insbesondere bei Politikern großen Unmut aus und gilt als eines von Eminems kontroversesten Liedern. Der sehr aggressive und angriffslustige Ton sollte laut Eminem eine Antwort auf die mediale Berichterstattung sein, die der Meinung war, dass Eminem auf seinem dritten Studioalbum nun nicht mehr über Schmerz und Leid und über das Leben am Existenzminimum rappen könne, da er mit seinem vorherigen Album The Slim Shady LP viel Geld verdient habe und dadurch zu Wohlstand gelangt sei.

## Hintergrund und Produktion
Kurz nach einer Europatournee Ende 1999 rief Eminem seinen Produzenten und Freund Dr. Dre an und fragte bei ihm nach Musik für neue Lieder. Dre ließ Eminem ein paar neue Beats hören, teilte ihm aber mit, dass er noch nicht wirklich nennenswertes Material zu bieten hätte und noch daran arbeite. Während des Gesprächs lief im Hintergrund beiläufig eine Melodie, von der Eminem sofort angetan war und den zuerst zögernden Dr. Dre dazu überzeugte, aus der Melodie den Song Kill You zu produzieren. Eminem beschloss außerdem, das Lied als ersten Song für sein drittes Studioalbum The Marshall Mathers LP zu verwenden, um den kritischen Journalisten, die der Meinung waren, dass er nach seinem Erfolg mit The Slim Shady LP nichts Neues mehr zu erzählen habe, entgegenzutreten.

## Inhalt
Auf Kill You rappt Eminem größtenteils in zynisch-verachtender Weise über Frauen. In detaillierter Form berichtet er darüber, wie er Frauen tötet und dazu Werkzeuge, wie eine Machete oder eine Motorsäge benutzt. Außerdem rappt er abfällig über seine Mutter und sagt, dass die Medien nicht glauben sollen, er habe nichts Neues mehr zu erzählen, bloß weil er nun viel Geld mit seiner Musik verdient habe. Am Schluss des Liedes stellt Eminem klar, dass der Song nicht ernst zunehmen sei und er „nur spiele“ – in Wahrheit liebe er die Frauen.

## Kontroversen
Die Autorin Lynne Cheney, Ehefrau des 46. Vizepräsidenten der Vereinigten Staaten Dick Cheney, kritisierte Eminem scharf und warf ihm vor, Vergewaltigungen und Tötungen zu befürworten. Hierzu äußerte sie sich weiterhin: „Er redet über das Töten und Vergewaltigen seiner eigenen Mutter. Er redet über das langsame Erwürgen von Frauen, damit er ihre Schreie für lange Zeit hören kann.“ Der kanadische Politiker Jim Flaherty schlug vor, Eminem mit einem Einreiseverbot zu bestrafen, denn er wolle niemanden in Kanada sehen, der Gewalt gegen Frauen befürworte.
Im Jahr 2002 verklagte der französische Pianist Jacques Loussier Eminem wegen Verletzung des Urheberrechts auf zehn Millionen Dollar, mit der Begründung, Eminem bzw. Dr. Dre hätten den Beat zu Kill You von seinem Lied Pulsion aus dem Jahr 1979, ohne seine Genehmigung gesampelt. Beide Parteien konnten sich außergerichtlich auf die Zahlung einer nicht veröffentlichten Summe einigen.

## Auszeichnungen für Musikverkäufe
Obwohl Kill You nie als Single veröffentlicht wurde, erhielt der Song aufgrund von Streaming und Downloads im Jahr 2018 für mehr als 500.000 verkaufte Einheiten in den Vereinigten Staaten eine Goldene Schallplatte. Im Vereinigten Königreich wurde das Lied 2024 für über 400.000 Verkäufe ebenfalls mit Gold ausgezeichnet.

| Land/Region                  | Auszeichnungen für Musikverkäufe (Land/Region, Auszeichnung, Verkäufe) | Verkäufe  |
| ---------------------------- | ---------------------------------------------------------------------- | --------- |
| Australien (ARIA)            | Platin                                                                 | 70.000    |
| Neuseeland (RMNZ)            | Platin                                                                 | 30.000    |
| Vereinigte Staaten (RIAA)    | Gold                                                                   | 500.000   |
| Vereinigtes Königreich (BPI) | Gold                                                                   | 400.000   |
| Insgesamt                    | 2× Gold · 2× Platin ·                                                  | 1.000.000 |

Hauptartikel: Eminem/Auszeichnungen für Musikverkäufe